# هانس هاغن
هانس هاغن (بالألمانية: Hans Hagen)‏ (15 يوليو 1894 بفورث في ألمانيا - 11 أكتوبر 1957 بفورث في ألمانيا) هو مدرب كرة قدم ولاعب كرة قدم ألماني في مركز الدفاع. شارك مع منتخب ألمانيا لكرة القدم. أما مع النوادي، فقد لعب مع غرويتر فورت و1. FC Bamberg ‏.

## وصلات خارجية
- هانس هاغن على موقع قاعدة بيانات كرة القدم.إي يو (الإنجليزية)
- هانس هاغن على موقع بيانات كرة القدم. دي إي (الألمانية)
- هانس هاغن على موقع ناشيونال فوتبول تيمز (الإنجليزية)
- هانس هاغن على موقع عالم كرة القدم.نت (الإنجليزية)